# Albrecht II Habsburg (ks. cieszyński)
Albrecht Franciszek Józef Karol Fryderyk Jerzy Hubert Maria Habsburg (niem. Albrecht Franz Josef Karl Friedrich Georg Hubert Maria von Habsburg, ur. 24 lipca 1897 w Weilburgu, zm. 23 lipca 1955 w Buenos Aires) – arcyksiążę austriacki, książę Węgier, tytularny książę cieszyński, syn Fryderyka Habsburga, ostatniego ks. cieszyńskiego.

## Życiorys
Albrecht urodził się 24 lipca 1897 roku. Był synem Fryderyka Habsburga, ostatniego ks. cieszyńskiego i Izabeli de Croÿ. Jego przodkami byli Karol Ferdynand Habsburg i Karol Ludwik Habsburg, zwycięzca Napoleona w bitwie pod Aspern-Essling. Kształcił się w Bratysławie. W czasie I wojny światowej przeszedł przyśpieszone szkolenie wojskowe. Do czynnej służby wojskowej został powołany w 1916 roku w stopniu porucznika. Brał udział w wielu bitwach, między innymi na froncie włoskim. Po zakończeniu I wojny światowej arcyksiążę zamieszkał wraz z rodzicami i rodzeństwem na Węgrzech. Tam rozpoczął studia ekonomiczne, które ukończył w 1922 roku. Ojciec Albrechta, arcyksiążę Fryderyk próbował osadzić swego syna na węgierskim tronie.
Albrecht cieszył się znacznym uznaniem rojalistów i konserwatystów. W 1930 po zawarciu małżeństwa z Ireną Lalbach zrzekł się swoich praw do korony. Po śmierci ojca 1936 roku arcyksiążę rozwiódł się i ponownie ożenił z 18-letnią hrabianką Katalin Bocskay de Felsö-Banya.
Oficjalnie uznany za księcia Węgier przez admirała Horthyego. Wspierał czynnie i finansowo partię strzałokrzyżowców, był również tajnym współpracownikiem RSHA. Był odpowiedzialny za pomoc w ucieczce osobom odpowiedzialnym za masakrę ludności serbskiej i żydowskiej w Nowym Sadzie. Po wojnie uznany przez władze komunistyczne za winnego przestępstw wojennych. Ukrywał się w Ameryce Południowej i Środkowej (m.in. w Argentynie, Dominikanie i Paragwaju) pod nazwiskiem hrabiego Sirina.

## Małżeństwa i dzieci
Arcyksiążę Albert był trzykrotnie żonaty w latach:
- 1930–1937 z Irène Lelbach (ur. 22 grudnia 1897, zm. 1 grudnia 1985)
- 1938–1951 z Katalin Bocskay de Felsö-Banya (ur. 1 listopada 1909, zm. 1 października 2000)
- 1951–1955 z Lydią Georginą Strauss-Dörner, córką Beli i Mitzi Dörner (ur. 22 października 1930, zm. 12 lutego 1998)

Jego dziećmi są:
- Szarolta (ur. 3 marca 1940) – żona Ferdynanda Wutlonena (od 1967)
- Idilko (ur. 19 lutego 1942) – żona Józefa Calleja (od 1963 do 1978); żona Terry’ego Fortiera (od 1982) - księżniczka Węgier i Cieszyna[2]